# Dalton (New Hampshire)
Dalton – miasto w Stanach Zjednoczonych, w stanie New Hampshire, w hrabstwie Coös.